# The Pale Emperor
The Pale Emperor è il nono album in studio del gruppo musicale statunitense Marilyn Manson, pubblicato il 16 gennaio 2015 sotto etichetta Hell, ecc., di proprietà di Marilyn Manson, e distribuito negli Stati Uniti dalla Loma Vista Recordings, in Canada dalla Dine Alone Records e nel resto del mondo dalla Cooking Vinyl. L'album è stato pubblicato in versione standard, deluxe e limitata su CD e vinile, oltre che in una versione speciale chiamata "Definitive Box". La versione standard dell'album contiene dieci tracce, mentre la deluxe include tre versioni acustiche come tracce bonus.
Prodotto dallo stesso Marilyn Manson e dal nuovo componente del gruppo Tyler Bates, conosciuto da Manson sul set della serie TV Californication, The Pale Emperor abbandona l'industrial rock tipico della band in favore di suoni più blues rock. Si tratta inoltre del primo disco del gruppo che non vede la partecipazione di Twiggy Ramirez dal suo rientro nella band nel 2008. L'album è dedicato alla madre di Manson, deceduta durante la composizione dell'album dopo una battaglia durata otto anni contro la demenza e la malattia di Alzheimer.
Il disco si è rivelato un successo sia commerciale che di critica dopo la pubblicazione, ricevendo opinioni generalmente positive dai critici musicali, con svariate recensioni che definiscono The Pale Emperor come il miglior lavoro di Manson in oltre un decennio. L'album ha debuttato in ottava posizione della Billboard 200 con 51 000 copie vendute nella prima settimana, segnando così il miglior debutto di un album per la band sin dai tempi di Eat Me, Drink Me del 2007, nonché il sesto disco consecutivo a sfondare la top 10 negli Stati Uniti. Ha inoltre raggiunto la vetta della classifica musicale svizzera, e toccato le prime venti posizioni in altri 14 Paesi. Un singolo ufficiale, Deep Six, è stato tratto dall'album, ed è riuscito a diventare il singolo dei Marilyn Manson dalla posizione più alta mai raggiunta nella Billboard Mainstream Rock Chart dai tempi di The Dope Show del 1998; sono inoltre stati pubblicati Third Day of a Seven Day Binge e Cupid Carries a Gun come singoli promozionali.
L'album è supportato dalla band con il The Hell Not Hallelujah Tour.

## Storia
La band iniziò la produzione di The Pale Emperor nel 2013. L'album è stato scritto e prodotto insieme all'autore di colonne sonore Tyler Bates, che Manson conobbe grazie alla serie televisiva Californication, alla quale Manson prese parte con un cameo mentre Bates ne curò la colonna sonora. La prima sessione di stesura dei brani del disco avvenne in un "piccolo magazzino", insieme all'ex batterista degli Slayer Dave Lombardo, ma Manson affermò che quella sessione "non portò a nulla" poiché lui non è "molto bravo nell'adattarmi all'idea di improvvisare". Successivamente, Bates rivelò che i due si incontrarono nello studio di casa sua per le sessioni seguenti, ed arrivarono a scrivere Birds of Hell Awaiting in "un dialogo spontaneo".
"Tyler era seduto davanti a me con chitarra ed amplificatore. Non abbiamo parlato a proposito di come le canzoni sarebbero state. Ho detto, "Suona e basta, dammi il microfono, vai". Ovviamente ci abbiamo lavorato sopra in seguito, ma per la maggior parte, la chitarra e la voce [presenti sul disco] sono "buona la prima". Se io combinavo qualche stronzata o lui combinava qualche stronzata, ricominciavamo da capo insieme."
Marilyn Manson
Seguì subito Third Day of a Seven Day Binge, e Manson affermò che le registrazioni dell'album "divennero ritmiche. Erano un qualcosa che adoravo fare". Questo va in netto contrasto con i due precedenti album di Manson, The High End of Low (2009) e Born Villain (2012), per i quali spesso e volentieri, si ritrovava "trascinato in studio alle tre di notte" per registrare le parti vocali. In seguito, Manson attribuì questo entusiasmo al processo collaborativo instaurato tra lui e Bates, dicendo che "mi sono reso conto dopo la prima performance [di] "Birds of Hell", [che] l'avevo semplicemente cantata. Non sapevo nemmeno dove la musica sarebbe andata a finire e io le sono solo andato dietro, e il tutto è risultato davvero naturale. E questo ha poi aperto una parte totalmente differente della mia mente".
La maggior parte dell'album è stata registrata nel giro di tre mesi, con la successiva procedura di overdubbing eseguita durante i sei mesi successivi, tra gli impegni recitativi di Manson in Sons of Anarchy e quelli musicali di Bates alle prese con la colonna sonora del film Guardiani della Galassia. All'inizio del 2014, il batterista degli Stolen Babies Gil Sharone rivelò di essere al lavoro sull'album sin da novembre. Il 1º febbraio, il creatore di Sons of Anarchy Kurt Sutter confermò la presenza di Manson nella sua serie, nei panni del sostenitore della supremazia bianca Ron Tully. Sutter affermò di aver scritto una canzone insieme a Shooter Jennings, con la partecipazione di Manson per quanto riguarda la voce; il brano sarebbe apparso nella stagione finale della serie. Affermò inoltre che anche Jennings stava collaborando al nuovo disco, ma il suo lavoro non appare sull'album. Il 25 giugno, il bassista Fred Sablan annunciò di aver lasciato la band restando in buoni rapporti. Lo storico membro della band Twiggy Ramirez non ha preso parte alla scrittura né alla registrazione del disco.
Il 3 settembre, Manson confermò che il nuovo album si stava "preparando ad atterrare", annunciando che la produzione del disco era ormai terminata. The Pale Emperor è dedicato alla madre di Manson, Barbara Warner, deceduta durante la composizione dell'album nel giorno della Festa della mamma 2014, dopo una battaglia durata otto anni contro la demenza.

## Composizione e stile
In occasione di un'intervista rilasciata a gennaio 2014 alla rivista Kerrang!, Brian Warner (Manson) descrisse il suono del nuovo album come "molto cinematografico", affermando che "il redneck che c'è in me salta fuori con la mia voce" a causa delle influenze "vecchio blues" dell'album, nonostante contenga anche "elementi duri" dei suoi precedenti dischi. In una successiva intervista con The Fader, Manson disse "non faccio più indossare [i miei] sentimenti a personaggi e grandi metafore", preferendo invece "lasciare che sia la melodia a guidare" l'album. Sostenne di essere "un uomo di poche parole in questo disco. Ciò che non ho mai trovato, finora, è il blues. Il blues ha cambiato il mio modo di cantare [nel disco]. E la musica ha di per sé una melodia ed un linguaggio", mentre il caporedattore Naomi Zeichner accostò il disco agli Interpol ed al "biker rock da bar retro che fa da colonna sonora a 'Sons of Anarchy'."
Musicalmente parlando, The Pale Emperor si discosta molto dal classico stile della band, allontanandosi dall'industrial, dall'elettronica e dall'heavy metal che avevano caratterizzato i precedenti lavori, e virando invece verso un suono più vicino al blues e all'hard rock, con Manson che ha citato Muddy Waters, i Rolling Stones e i Doors come fonti di ispirazione. Steven Hyden di Grantland ha fatto un confronto tra The Pale Emperor e l'album dei Doors L.A. Woman del 1971, notando come l'album dei Marilyn Manson "ricorda il modo in cui [i Doors] riconcepirono la loro magia nell'ultima parte della loro carriera", paragonando Brian Warner (Manson) e Jim Morrison a "sgabelli sconclusionati" che hanno oscuramente reinventato la loro carriera tra una maestosità effeminata e drogata". Ha poi accostato la voce di Brian Warner (Manson) in Warship My Wreck agli "ululati dissoluti" di Morrison, continuando con l'affermare che l'"autodistruttiva autoespansione" di Morrison si può ritrovare in brani come The Mephistopheles of Los Angeles e Third Day of a Seven Day Binge.
Il titolo dell'album richiama l'Imperatore romano Costanzo Cloro – conosciuto anche come "Costanzo il Pallido" (pale, appunto, in inglese). Dal punto di vista dei testi, l'album affronta varie tematiche come la morte, la guerra, la violenza, la schiavitù e la religione, con riferimenti alla mitologia greca e al folklore tedesco, specie per quanto riguarda la storia di Faust e Mefistofele. "The Mephistopheles of Los Angeles" era il titolo originale dell'album, e l'omonimo brano è a detta di Manson "il cuore dell'album". Nel disco si nota un largo utilizzo di metafore, nelle quali Manson paragona la sua carriera alla vita di Faust, spiegando al Philadelphia Inquirer che ha "venduto l'anima per diventare una rock star, e ['The Pale Emperor' rappresenta] il pagamento per intero – con gli interessi, considerando gli ultimi conti che non ho pagato", rivelando che The High End of Low e Born Villain sono da lui considerati come "obiettivi mancati". In un'altra intervista rilasciata a Classic Rock, ha detto:
(Marilyn Manson, intervista a Classic Rock)
I testi di diverse tracce sono intenzionalmente brevi, e Manson spiega di aver lasciato "buchi in queste storie, così [l'album può] diventare la vostra storia. Diventa più cinematografico. Per esempio, nel film 'Rosemary's Baby', non si vede il bambino [fisicamente] ma nella vostra mente lo vedete. Tutti i testi provengono da un singolo taccuino; Manson afferma in proposito che i testi del lavoro precedente erano "spesso troppo sparpagliati", poiché erano composti da materiale tratto da "circa 20" taccuini diversi.

## Pubblicazione ed edizioni
The Pale Emperor fu annunciato tramite il sito ufficiale dei Marilyn Manson il 9 novembre 2014. È stato pubblicato in diversi formati a partire dal 15 gennaio 2015, tra i quali una versione standard e una deluxe su CD, un doppio vinile da 180 grammi, disponibile in versione nera, bianca e in edizione limitata con effetto grigio marmo, quest'ultima acquistabile in esclusiva presso Hot Topic, e come download digitale, anche in versione alta qualità a 24 bit su file in formato AIFF e WAV, disponibile su Qobuz. I dischi in vinile sono stati prodotti dalla Record Technology, Inc. di Camarillo utilizzando impianti di stampa HQ-180™. Nelle versioni in vinile è incluso il download digitale gratuito del disco. Le versioni dell'album su CD hanno una faccia speciale sensibile al calore che appare nera quando la confezione viene aperta la prima volta, ma rivela uno sfondo bianco e un'immagine di Manson quando esposta al calore di un lettore CD.
L'album è stato pubblicato anche in versione limitata chiamata "Definitive Box", reperibile solo ed esclusivamente tramite il negozio ufficiale online di Manson. Progettata dallo stesso Manson con la collaborazione di Willo Perron, questo set include l'album sia in versione deluxe su CD che su vinile bianco, oltre a diversi oggetti esclusivi tra i quali una scatola da collezione rilegata e numerata, cinque litografie realizzate dall'artista Nicholas Cope, un poster da 24'', custodie dell'album stampate con tecnologia a raggi ultravioletti ed una maglietta The Pale Emperor.

## Promozione
Manson presentò Cupid Carries a Gun il 27 aprile 2014, in occasione della prima puntata della serie televisiva Salem, per la quale il brano è stato utilizzato come colonna sonora. Gran parte del brano Killing Strangers è stata inclusa nel film John Wick con Keanu Reeves, uscito nei cinema il 24 ottobre. Il gruppo ha eseguito diverse nuove canzoni dal vivo per la prima volta tra ottobre ed inizio novembre, in occasione di una manciata di concerti in giro per la California. Durante la notte di Halloween, la band fu raggiunta sul palco da Johnny Depp e Ninja dei Die Antwoord per una performance di The Beautiful People al Roxy Theatre. La band annunciò i dettagli dell'Hell Not Hallelujah Tour, iniziato il 21 gennaio 2015. Il 5 dicembre, Manson mise da parte uno screzio durato quindici anni con il leader degli Smashing Pumpkins Billy Corgan, esibendosi in Third Day of a Seven Day Binge e Ava Adore insieme alla band al Camden Palace Theatre di Londra. L'album è stato reso disponibile per lo streaming sul sito Rap Genius e su Soundcloud il 12 gennaio, otto giorni prima della pubblicazione ufficiale del disco in tutto il mondo. La band si esibirà al Soundwave in Australia dal 21 febbraio al 1º marzo 2015, al Rock am Ring in Germania dal 5 al 7 giugno, al Download Festival, nel Regno Unito, il 14 giugno e in Francia all'Hellfest il 20 giugno.

## Singoli
Third Day of a Seven Day Binge fu pubblicato come primo singolo promozionale dell'album. Il brano debuttò su BBC Radio 1 al Rock Show di Daniel P. Carter il 26 ottobre 2014. Subito dopo la trasmissione, il brano fu reso disponibile per il download gratuito sul sito ufficiale della band, mentre fu pubblicato come singolo ufficiale presso diversi negozi digitali il 10 novembre. Una versione limitata del singolo in vinile – contenente come lato B la versione acustica del brano, intitolata Day 3 – fu resa disponibile con i preordini della versione in vinile dell'album presso alcuni negozi di musica indipendenti.
Deep Six venne pubblicato come singolo di lancio ufficiale dell'album il 16 dicembre. Il brano è accompagnato da un videoclip diretto da Bart Hess e pubblicato su YouTube tre giorni dopo l'uscita del singolo. Il brano debuttò in posizione numero 33 della Mainstream Rock Chart di Billboard il 23 dicembre 2014, come "greatest gainer" di quella settimana, prima di raggiungere la 17ª posizione il 7 febbraio 2015, rendendo così Deep Six il singolo della band arrivato in posizione più alta in quella classifica dai tempi di The Dope Show del 1998. Un singolo speciale a doppio lato A contenente Third Day of a Seven Day Binge e Deep Six venne distribuito in esclusiva presso i negozi Best Buy negli Stati Uniti il 23 dicembre.
Cupid Carries a Gun fu pubblicato come singolo promozionale il 7 gennaio 2015.

## Accoglienza

### Critica
| Recensione             | Giudizio          |
| ---------------------- | ----------------- |
| AllMusic               | [ 67 ]            |
| The A.V. Club          | B                 |
| Consequence            | C                 |
| Drowned in Sound       | 8/10              |
| Kerrang!               | KKKK [Eccellente] |
| Metal Hammer           | 7/10              |
| Metalitalia            | 7/10              |
| Metallus               | 7.5/10            |
| NME                    | 6/10              |
| The Quietus            | Positivo          |
| Rolling Stone          | [ 77 ]            |
| Sentireascoltare       | 5.8/10            |
| Slant Magazine         | [ 79 ]            |
| Metacritic (aggregata) | 71/100            |
| Distopic.it            | 66/100            |

L'accoglienza iniziale della critica nei confronti di The Pale Emperor è stata generalmente positiva. Secondo Metacritic, che assegna un punteggio da 1 a 100 sulla base di tutte le recensioni professionali, l'album ha ottenuto un punteggio medio di 71 su 100, sulla base di 16 recensioni. Dave Hanratty di Drowned in Sound ha scritto: "Marilyn Manson ha sempre avuto l'abilità di scrivere e produrre musica in grado di parlare con la sua coinvolgente lunghezza e tonalità. Qui [Manson] scatena quella parte del suo stanco personaggio per la prima volta in circa 14 anni". In una positiva recensione, Kerrang! affermò che "Il "God of Fuck" baratta shockanti brividi con qualcosa di persino più oscuro". In un'altra recensione positiva, Adam Rees di Metal Hammer scrisse che si tratta del "miglior [album] degli ultimi dieci anni per colui che fu il capo dei cattivi d'America". Louis Patton di NME, disse invece che "non è scontato, ma forse la sorpresa qui è che la musica di Manson funziona anche senza il solito shock". Scrisse inoltre che "la più grande sorpresa sul nuovo album del "God of Fuck" è che traspare il vero Manson più di quanto sia stato finora". Jeff Miers del The Buffalo News scrisse: "The Pale Emperor è il primo lavoro assolutamente eccellente di Manson nel mondo post-millennio. Nel corso dell'album, i suoni di Manson sono sia ispirati che disgustosi, che è il filo su cui lui solitamente cammina quando sta facendo il suo lavoro migliore". Allo stesso modo, Corey Deiterman del Houston Press scrisse: "The Pale Emperor rappresenta un trionfale ritorno ai principi di scrittura delle canzoni che l'hanno reso famoso in primo luogo", prima di terminare dicendo che l'album è "il suo lavoro più forte in anni ed anni" e che "la persona di Manson ha finalmente dato spazio al musicista superiore che ha sempre vissuto in lui".
Dan Bogosian di Consequence è invece stato più neutrale nella sua valutazione, affermando: "La mancanza di 'oomph' impedisce all'album di assestare un pugno in pancia che coprirebbe tutti i suoi difetti. Come un pugile che sta invecchiando, Manson piazza affondi e qualche montante, ma non riesce mai a sconfiggere il suo avversario". Allo stesso modo, Daniel Sylvester di Exclaim! scrisse che "The Pale Emperor è assolutamente ambizioso quando vuole esserlo e sciatto quando può farla franca".

### Vendite
Gli analisti affermarono che The Pale Emperor avrebbe debuttato in top 10 nella Billboard 200, con circa 50 000 copie vendute nella prima settimana. Così è stato: ha debuttato in ottava posizione con oltre 51 000 copie vendute, segnando il miglior debutto per un album dei Manson da quando Eat Me, Drink Me nel 2007 debuttò nella stessa posizione con 88 000 copie vendute. È diventato l'ottavo album della band a raggiungere la top 10 di quella classifica, nonché il sesto di fila. Il disco ha inoltre debuttato in sesta posizione nella Top Album Chart di Billboard – l'equivalente della precedente Billboard 200 – e in terza posizione nella Top Rock Albums, mentre ha debuttato direttamente alla numero 1 nella Top Hard Rock Albums. Nella Billboard Canadian Albums, The Pale Emperor ha debuttato in quarta posizione con oltre 5 000 copie vendute nella prima settimana secondo Nielsen SoundScan.
In Europa, l'album ha debuttato in posizione numero 10 della Russian Albums Chart il 18 gennaio 2015, sulla base delle vendite di tre giorni su iTunes russo, raggiungendo poi la seconda posizione dopo la sua prima settimana ufficiale di vendite nel Paese. Il disco ha debuttato direttamente in vetta alla Schweizer Hitparade, diventando così il primo album della band a raggiungere tale risultato sin dai tempi di The Golden Age of Grotesque (2003). Allo stesso modo, ha debuttato in posizione numero 21 sia della Irish che della Dutch Albums Chart, diventando così l'album della band con la più alta posizione raggiunta in entrambi i Paesi dai tempi di The Golden Age of Grotesque. The Pale Emperor è stato il quinto album da top 10 in Francia, dove ha debuttato in quinta posizione con oltre 6 700 copie vendute nella prima settimana, secondo SNEP. Nel Regno Unito, l'album ha debuttato in posizione numero 16 della UK Albums Chart con 5 984 copie vendute nella prima settimana, diventando il settimo album della band ad entrare in Top 20.
In Giappone, The Pale Emperor ha debuttato in 25ª posizione nella classifica album Oricon, con un totale di 3 610 copie vendute nella prima settimana. Il disco ha infine debuttato in sesta posizione della ARIA Albums Chart, diventando la più alta nuova entrata di quella settimana nonché il lavoro della band a raggiungere la più alta posizione in quella classifica dai tempi di The Golden Age of Grotesque.

## Tracce
Testi di Marilyn Manson, musiche di Tyler Bates.
1. Killing Strangers – 5:36
2. Deep Six – 5:02
3. Third Day of a Seven Day Binge – 4:26
4. The Mephistopheles of Los Angeles – 4:57
5. Warship My Wreck – 5:57
6. Slave Only Dreams to Be King – 5:20
7. The Devil Beneath My Feet – 4:16
8. Birds of Hell Awaiting – 5:05
9. Cupid Carries a Gun – 4:59
10. Odds of Even – 6:22 – La versione deluxe presenta 1:30 di silenzio in coda al brano

Edizione deluxe
1. Day 3 – 4:11 – Versione acustica di Third Day of a Seven Day Binge
2. Fated, Faithful, Fatal – 4:41 – Versione acustica di The Mephistopheles of Los Angeles
3. Fall of the House of Death – 4:30 – Versione acustica di Odds of Even

## Crediti e personale
- Registrato presso gli Abbattoir Studios di Studio City, in California
- Percussioni registrate da Gustavo Borner agli Igloo Studios di Burbank, California
- Missaggio a cura di Robert Carranza e Wolfgang Matthes, eseguito presso SPPP di Los Angeles
- Mastering a cura di Brian Lucey, eseguito presso il Magic Garden Mastering di Los Angeles

Personale principale
- Marilyn Manson – voce, tastiere in Slave Only Dreams to Be King[102], percussioni, composizione, produzione
- Tyler Bates – basso elettrico, chitarra elettrica, arpeggione, tastiere, composizione, programmazione, produzione
- Gil Sharone – batteria

Personale supplementare
- Walter Goggins Jr. – predicatore in Slave Only Dreams to Be King
- Frank Macchia – sassofono baritono e tenore in Birds of Hell Awaiting
- Roger Joseph Manning Jr. – pianoforte in Slave Only Dreams to Be King

Personale tecnico
- Emma Banks – agente esecutivo
- Tony Ciulla – management
- Nicholas Cope – fotografia
- Chris Daltson – agente esecutivo
- Dylan Eiland – programmazione supplementare
- Joanne Higginbottom – editing con Pro Tools
- Wolfgang Matthes – programmazione supplementare
- Willo Perron – direttore creativo
- Hassan Rahim – direttore artistico
- Rick Roskin – agente
- Laurie Soriano – legale

Crediti adattati dalle note presenti nella versione deluxe di The Pale Emperor.

## Classifiche
| Classifica (2015)          | Posizione massima |
| -------------------------- | ----------------- |
| Australia                  | 6                 |
| Austria                    | 4                 |
| Belgio (Fiandre)           | 20                |
| Belgio (Vallonia)          | 5                 |
| Canada                     | 4                 |
| Danimarca                  | 18                |
| Finlandia                  | 10                |
| Francia                    | 5                 |
| Germania                   | 4                 |
| Giappone                   | 25                |
| Irlanda                    | 21                |
| Irlanda (independent)      | 5                 |
| Italia                     | 26                |
| Norvegia                   | 24                |
| Nuova Zelanda              | 5                 |
| Paesi Bassi                | 21                |
| Polonia                    | 3                 |
| Portogallo                 | 10                |
| Regno Unito                | 16                |
| Regno Unito (download)     | 24                |
| Regno Unito (independent)  | 6                 |
| Regno Unito (rock & metal) | 3                 |
| Repubblica Ceca            | 8                 |
| Scozia                     | 17                |
| Spagna                     | 15                |
| Stati Uniti                | 6                 |
| Stati Uniti (alternative)  | 3                 |
| Stati Uniti (hard rock)    | 1                 |
| Stati Uniti (rock)         | 3                 |
| Svezia                     | 20                |
| Svizzera                   | 1                 |
| Ungheria                   | 8                 |